# Atafona (Santo Ângelo)
Atafona é um dos quatorze distritos rurais do município brasileiro de Santo Ângelo, no Rio Grande do Sul.. Situa-se a oeste da cidade.
Faz divisa com os distritos de Buriti, Restinga Seca, com o perímetro urbano e com os municípios de Vitória das Missões e Entre-Ijuís. O distrito possui 579 habitantes, de acordo com o censo de 2010.